# Sommartider
Sommartider (со швед. — «Летнее время») — песня, написанная шведским музыкантом, композитором и исполнителем Пером Гессле, записанная группой Gyllene Tider и выпущенная в качестве первого сингла из альбома «Puls» 18 июня 1982 года.
«Sommartider» неоднократно признавалась лучшей песней, записанной и исполненной группой Gyllene Tider, лучшей шведской песней о лете всех времен. Различные артисты записали на композицию собственные кавер-версии. Пер Гессле и сам коллектив Gyllene Tider до последнего времени исполняют песню на всех своих концертах на всех гастрольных турах — трек за 40 лет не потерял своей актуальности.
В 2009 году песня была включена в книгу «Tusen svenska klassiker» (со швед. — «Тысяча классических шведских произведений»), которая включает в себя список из тысячи самых значимых шведскоязычных книг, фильмов, саундтреков, песен и телешоу, созданных в Швеции. Песня также включена в книгу «Barnens svenska sångbok» (со швед. — «Книга шведских песен для детей») в раздел «Веселые песни и песни в стиле поп».
По названию этой песни был назван фильм о группе Gyllene Tider, «Sommartider», вышедший в 2024 году.

## История написания и записи сингла
«Sommartider» была последней песней, которую Гессле написал для альбома «Puls» (1982). Она же стала первым синглом из него.
Сингл был выпущен в двух вариантах с одинаковым списком песен: 7" сингл и 12" промо сингл (200 копий). На стороне «B» записаны две песни: «Tylö Sun» (кавер песни «California Sun» (1960) американского исполнителя Джо Джонса, которую в свою очередь в 1963 году перепела группа The Rivieras, исполненный на шведском языке) и «Vart tog alla vänner vägen?». Обе эти песни не были доступны нигде более до тех пор, пока не были выпущены в качестве бонус-треков на переиздании альбома на CD в 1990 году.
Текст песни был переведён на английский язык; группа записала версию под названием «Summer City». Песня должна была выйти на англоязычном альбоме Gyllene Tider «Modern Times», но альбом так и не был выпущен.

## Треклист
Изначально 18 июня 1982 года был выпущен 12" виниловый промо сингл с тремя песнями (PRO 4022), а также 7" виниловый сингл с тремя песнями (7C 006-35920):
Сторона A
1. «Sommartider» — 3:18

Сторона B
1. «Tylö Sun» — 2:41
2. «Vart tog alla vänner vägen?» — 2:49

## Варианты издания
Сингл переиздавался несколько раз:
Переиздание 27 июня 1989 года12" виниловый сингл (1359206), CD-сингл (1369302) и 7" виниловый сингл с тремя песнями (7C 006-35920):
Side A
1. «Sommartider» '89 remix — 7:38

Side B
1. «Sommartider» — 3:18
2. «Tylö Sun» — 2:41
3. «Vart tog alla vänner vägen?» — 2:49

Переиздание 1 июня 1995 годаПромо сингл (CDPRO 4173):
1. «Sommartider»
2. «Tylö Sun»
3. «Vart tog alla vänner vägen?»

## Ремикс
Через семь лет после выхода сингла бас-гитарист Gyllene Tider Андерш Херрлин записал ремикс на песню «Sommartider». Выход ремикса был приурочен к празднованию десятилетия группы Gyllene Tider. Ремикс был выпущен в июне 1989 года на 7" виниловой пластинке под названием «Sommartider Remix '89». Re-mastered версия ремикса стала доступна для покупки на стриминговых сервисах в интернете в конце мая 2022 года:
1. Sommartider (Remix '89 — Kort sommar) 4:52
2. Sommartider (Remix '89 — Lång sommar) 7:45

Ещё один ремикс на этот сингл был выпущен на сборнике Various Artists «Power Dance» (двойной 12" винил, Финляндия, 1991). Продолжительность этого трека 3:58.

## Чарты
Версия 1982 года
| Чарт (1982)                | Высшая позиция |
| -------------------------- | -------------- |
| Норвегия (VG-lista)        | 3              |
| Швеция (Sverigetopplistan) | 6              |

Версия 1989 года
| Чарт (1989)                | Высшая позиция |
| -------------------------- | -------------- |
| Швеция (Sverigetopplistan) | 3              |